# Pinus thunbergii
Pinus thunbergii é uma espécie de pinheiro originária do Velho Mundo, mais precisamente da região da Ásia.